# 潘乔·冈萨雷斯
潘乔·冈萨雷斯（西班牙語：Pancho Gonzales，1928年5月9日—1995年7月3日），美国男子网球运动员。他曾获得法国网球公开赛男子双打冠军、温布尔登网球锦标赛男子双打冠军、美国网球公开赛男子单打冠军。